# Kadaleman
Kadaleman is een bestuurslaag in het regentschap Sukabumi van de provincie West-Java, Indonesië. Kadaleman telt 4692 inwoners (volkstelling 2010).